# ダヴィッド・ディ・ドナテッロ助演男優賞
ダヴィッド・ディ・ドナテッロ助演男優賞（David di Donatello per il miglior attore non protagonista）は、ダヴィッド・ディ・ドナテッロ賞の部門の一つ。1981年に設置された。

## 受賞者・候補者一覧
太字が受賞者。

### 1980年代
- 1981年
  - シャルル・ヴァネル（『Tre fratelli』）
  - ブルーノ・ガンツ（『La storia vera della signora dalle camelie』）
  - ネストル・ガライ（『Camera d'albergo』）
- 1982年
  - アンジェロ・インファンティ（『Borotalco』）
  - アレッサンドロ・アベル（『Piso pisello』）
  - パオロ・ストッパ（『Il marchese del Grillo』）
- 1983年
  - レッロ・アレーナ（『Scusate il ritardo』）
  - ティーノ・スキリンツィ（『Sciopèn』）
  - パオロ・ストッパ（『Amici miei atto II』）
- 1984年
  - カルロ・ジュッフレ（『Son contento』）
  - アルド・ジュッフレ（『Mi manda Picone』）
  - ステファノ・サッタ・フロレス（『Cento giorni a Palermo』）
- 1985年
  - リッキー・トニャッツィ（『Qualcosa di biondo』）
  - ルッジェーロ・ライモンディ（『カルメン』）
  - パオロ・ボナチェッリ（『Non ci resta che piangere』）
- 1986年
  - ベルナール・ブリエ（『女たちのテーブル』）
  - フェッルッチョ・デ・チェレーザ（『ジュリオの当惑』）
  - フィリップ・ノワレ（『女たちのテーブル』）
  - フランコ・ファブリーツィ（『ジンジャーとフレッド』）
- 1987年
  - レオ・グロッタ（『教授と呼ばれた男』）
  - ジュスティーノ・ディアス（『オテロ』）
  - ジジ・レデル（『Superfantozzi』）
  - マッティア・ズブラージャ（『首相暗殺』）
- 1988年
  - ピーター・オトゥール（『ラストエンペラー』）
  - ガブリエーレ・フェルツェッティ（『Giulia e Giulia』）
  - ガレアッツォ・ベンティ（『Io e mia sorella』）
- 1989年
  - マッシモ・ダッポルト（『ミニョンにハートブレイク』）
  - カルロ・クロッコロ（『'o Re』）
  - パオロ・パネッリ（『スプレンドール』）

### 1990年代
- 1990年
  - セルジオ・カステッリット（『Tre colonne in cronaca』）
  - エンニオ・ファンタスティキーニ（『宣告』）
  - アレッサンドロ・アベル（『Willy Signori e vengo da lontano』）
  - ヴィットリオ・カプリオーリ（『Il male oscuro』）
  - ロベルト・チトラン（『Piccoli equivoci』）
- 1991年
  - チッチョ・イングラシア（『Condominio』）
  - エンツォ・カンナヴァーレ（『La casa del sorriso』）
  - ジュゼッペ・チェデルナ（『エーゲ海の天使』）
  - セルジオ・カステッリット（『Stasera a casa di Alice』）
  - リッキー・メンフィス（『Ultrà』）
- 1992年
  - アンジェロ・オルランド（『Pensavo fosse amore... invece era un calesse』）
  - ジャンカルロ・デットーリ（『Maledetto il giorno che t'ho incontrato』）
  - ジョルジョ・ガーベル（『Rossini! Rossini!』）
- 1993年
  - クラウディオ・アメンドラ（『Un'altra vita』）
  - レナート・カルペンティエーリ（『フィオリーレ／花月の伝説』）
  - レオ・グロッタ（『La scorta』）
- 1994年
  - アレッサンドロ・アベル（『Per amore, solo per amore』）
  - ジャンカルロ・ジャンニーニ（『Giovanni Falcone』）
  - レオポルド・トリエステ（『Il giudice ragazzino』）
- 1995年
  - ジャンカルロ・ジャンニーニ（『Come due coccodrilli』）
  - ロベルト・チトラン（『Il toro』）
  - フィリップ・ノワレ（『イル・ポスティーノ』）
- 1996年
  - レオポルド・トリエステ（『明日を夢見て』）
  - ラウル・ボヴァ（『Palermo Milano - Solo andata』）
  - アレッサンドロ・アベル（『I laureati』）
- 1997年
  - レオ・グロッタ（『Il carniere』）
  - ディエゴ・アバタントゥオーノ（『ニルヴァーナ』）
  - アントニオ・アルバネーゼ（『Vesna va veloce』）
  - クラウディオ・アメンドラ（『Testimone a rischio』）
  - マッシモ・チェチェリーニ『踊れトスカーナ！』）
- 1998年
  - シルヴィオ・オルランド（『ナンニ・モレッティのエイプリル』）
  - セルジョ・ビーニ・ブストリッチ（『ライフ・イズ・ビューティフル』）
  - マッシモ・チェチェリーニ（『Fuochi d'artificio』）
- 1999年
  - ファブリツィオ・ベンティヴォリオ（『Del perduto amore』）
  - マリオ・スカッチャ（『Ferdinando e Carolina』）
  - エミリオ・ソルフリッツィ（『Matrimoni』）

### 2000年代
- 2000年
  - ジュゼッペ・バッティストン（『ベニスで恋して』）
  - レオ・グロッタ（『Un uomo perbene』）
  - エミリオ・ソルフリッツィ（『Ormai è fatta!』）
- 2001年
  - トニー・スペランデオ（『ペッピーノの百歩』）
  - シルヴィオ・オルランド（『息子の部屋』）
  - クラウディオ・サンタマリア（『最後のキス』）
- 2002年
  - リベロ・デ・リエンツォ（『サンタ・マラドーナ』）
  - レオ・グロッタ（『プロジェクトV 史上最悪のダム災害』）
  - シルヴィオ・オルランド（『ぼくの瞳の光』）
- 2003年
  - エルネスト・マイウー（『剥製師』）
  - アントニオ・カターニア（『Ma che colpa abbiamo noi』）
  - ピエルフランチェスコ・ファヴィーノ（『炎の戦線 エル・アラメイン』）
  - ジャンカルロ・ジャンニーニ（『心は彼方に』）
  - キム・ロッシ・スチュアート（『ピノッキオ』）
- 2004年
  - ロベルト・ヘルリッカ（『夜よ、こんにちは』）
  - ディエゴ・アバタントゥオーノ（『ぼくは怖くない』）
  - エリオ・ジェルマーノ（『Che ne sarà di noi』）
  - ファブリツィオ・ジフーニ（『輝ける青春』）
  - エミリオ・ソルフリッツィ（『アガタと嵐』）
- 2005年
  - カルロ・ヴェルドーネ（『イタリア的、恋愛マニュアル』）
  - ジョニー・ドレッリ（『Ma quando arrivano le ragazze?』）
  - シルヴィオ・ムッチーノ（『イタリア的、恋愛マニュアル』）
  - ラッファエーレ・ピズー（『愛の果てへの旅』）
  - ファビオ・トロイアーノ（『トリノ、24時からの恋人たち』）
- 2006年
  - ピエルフランチェスコ・ファヴィーノ（『野良犬たちの掟』）
  - ジョルジョ・ファレッティ（『Notte prima degli esami』）
  - ネーリ・マルコレ（『二度目の結婚』）
  - ナンニ・モレッティ（『夫婦の危機』）
  - セルジオ・ルビーニ（『La terra』）
- 2007年
  - ジョルジョ・コランジェリ（『潮風に吹かれて』）
  - ヴァレリオ・マスタンドレア（『ナポレオンの愛人』）
  - ニネット・ダヴォリ（『ふたつにひとつ』）
  - エンニオ・ファンタスティキーニ（『対角に土星』）
  - リッカルド・スカマルチョ（『マイ・ブラザー』）
- 2008年
  - アレッサンドロ・ガスマン（『クワイエット・カオス ～パパが待つ公園で』）
  - ジュゼッペ・バッティストン（『日々と雲行き』）
  - ファブリツィオ・ジフーニ（『湖のほとりで』）
  - アメッド・ヘフィアン（『まなざしの長さをはかって』）
  - ウンベルト・オルシーニ（『Il mattino ha l'oro in bocca』）
- 2009年
  - ジュゼッペ・バッティストン（『考えてもムダさ』）
  - クラウディオ・ビジオ（『恋するローマ　元カレ／元カノ』）
  - カルロ・ブッチロッソ（『イル・ディーヴォ　魔王と呼ばれた男』）
  - ルカ・リオネッロ（『Cover Boy - L'ultima rivoluzione』）
  - フィリッポ・ニグロ（『Diverso da chi?』）

### 2010年代
- 2010年
  - エンニオ・ファンタスティキーニ（『あしたのパスタはアルデンテ』）
  - 助演男優全員（『シチリア！シチリア！』）
  - ピエルフランチェスコ・ファヴィーノ（『もう一度キスを』）
  - マルコ・ジャッリーニ（『Io, loro e Lara』）
  - マルコ・メッセーリ（『はじめての大切なもの』）
- 2011年
  - ジュゼッペ・バッティストン（『ラ・パッショーネ』）
  - ラウル・ボヴァ（『我らの生活』）
  - アレッサンドロ・シアーニ（『Benvenuti al Sud』）
  - ロッコ・パパレオ（『Nessuno mi può giudicare』）
  - フランチェスコ・ディ・レーヴァ（『穏やかな暮らし』）
- 2012年
  - ピエルフランチェスコ・ファヴィーノ（『フォンターナ広場 イタリアの陰謀』）
  - マルコ・ジャッリーニ（『バスターズ』）
  - レナート・スカルパ（『ローマ法王の休日』）
  - ジュゼッペ・バッティストン（『ある海辺の詩人 小さなヴェニスで』）
  - ファブリツィオ・ジフーニ（『フォンターナ広場 イタリアの陰謀』）
- 2013年
  - ヴァレリオ・マスタンドレア（『ローマに消えた男』）
  - ジュゼッペ・バッティストン（『司令官とコウノトリ』）
  - マルコ・ジャッリーニ（『Buongiorno papà』）
  - ステファノ・アコルシ（『はじまりは5つ星ホテルから』）
  - クラウディオ・サンタマリア（『Diaz - Don't Clean Up This Blood』）
- 2014年
  - ファブリツィオ・ジフーニ（『人間の値打ち』）
  - ヴァレリオ・アプレア（『いつだってやめられる 7人の危ない教授たち』）
  - ジュゼッペ・バッティストン（『幸せの椅子』）
  - ステファノ・フレージ（『いつだってやめられる 7人の危ない教授たち』）
  - リベロ・デ・リエンツォ（『いつだってやめられる 7人の危ない教授たち』）
  - カルロ・ヴェルドーネ（『グレート・ビューティー／追憶のローマ』）
- 2015年
  - カルロ・ブッチロッソ（『俺たちとジュリア』）
  - ルイジ・ロ・カーショ（『Il nome del figlio』）
  - ファブリツィオ・ベンティヴォリオ（『インビジブル・スクワッド 悪の部隊と光の戦士』）
  - ナンニ・モレッティ（『母よ、』）
  - クラウディオ・アメンドラ（『俺たちとジュリア』）
- 2016年
  - ルカ・マリネッリ（『皆はこう呼んだ、鋼鉄ジーグ』）
  - ヴァレリオ・ビナスコ（『アラスカ』）
  - ファブリツィオ・ベンティヴォリオ（『Gli ultimi saranno ultimi』）
  - ジュゼッペ・バッティストン（『La felicità è un sistema complesso』）
  - アレッサンドロ・ボルギ（『暗黒街』）
- 2017年
  - ヴァレリオ・マスタンドレア（『花咲く恋』）
  - マッシミリアーノ・ロッシ（『切り離せないふたり』）
  - エンニオ・ファンタスティキーニ（『La stoffa dei sogni』）
  - ピエルフランチェスコ・ファヴィーノ（『修道士は沈黙する』）
  - ロベルト・デ・フランチェスコ（『Le ultime cose』）
- 2018年
  - ジュリアーノ・モンタルド（『君が望むものはすべて』）
  - ペッペ・バッラ（『ナポリ、熟れた情事』）
  - アレッサンドロ・ボルギ（『フォルトゥナータ』）
  - カルロ・ブッチロッソ（『愛と銃弾』）
  - エリオ・ジェルマーノ（『ナポリの隣人』）
- 2019年
  - エドアルド・ペッシェ（『ドッグマン』）
  - マッシモ・ギーニ（『家族にサルーテ！イスキア島は大騒動』）
  - ヴァレリオ・マスタンドレア（『幸せな感じ』）
  - エンニオ・ファンタスティキーニ（『Fabrizio De André - Principe libero』）
  - ファブリツィオ・ベンティヴォリオ（『LORO 欲望のイタリア』）

### 2020年代
- 2020年
  - ルイジ・ロ・カーショ（『シチリアーノ 裏切りの美学』）
  - カルロ・ブッチロッソ（『ヒットマン：レジェンド 憎しみの銃弾』）
  - ステファノ・アコルシ（『Il campione』）
  - ファブリツィオ・フェッラカーネ（『シチリアーノ 裏切りの美学』）
  - ロベルト・ベニーニ（『ほんとうのピノッキオ』）
- 2021年
  - ファブリツィオ・ベンティヴォリオ（『ローズ島共和国 ～小さな島の大波乱～』）
  - ガブリエル・モンテージ（『悪の寓話』）
  - リーノ・ムゼッラ（『悪の寓話』）
  - ジュゼッペ・チェデルナ（『Hammamet』）
  - シルヴィオ・オルランド（『靴ひものロンド』[1]）
- 2022年
  - エドゥアルド・スカルペッタ（『笑いの王』）
  - ファブリツィオ・フェッラカーネ（『内なる檻』）
  - ヴァレリオ・マスタンドレア（『ディアボリック』）
  - トニ・セルヴィッロ（『Hand of God -神の手が触れた日-』）
  - ピエトロ・カステッリット（『フリークスアウト』）
- 2023年
  - フランチェスコ・ディ・レーヴァ（『ノスタルジア』）
  - ファウスト・ルッソ・アレージ（『夜の外側 イタリアを震撼させた55日間』）
  - トニ・セルヴィッロ（『夜の外側 イタリアを震撼させた55日間』）
  - エリオ・ジェルマーノ（『蟻の王』）
  - フィリッポ・ティーミ（『帰れない山』）
- 2024年
  - エリオ・ジェルマーノ（『Palazzina Laf』）
  - ジョルジョ・コランジェリ（『まだ明日がある』）
  - アドリアーノ・ジャンニーニ（『アダージョ』）
  - ヴィニーチョ・マルキオーニ（『まだ明日がある』）
  - シルヴィオ・オルランド（『チネチッタで会いましょう』）

## 複数回受賞者
| 受賞回数 | 受賞者                             | 年度                   |
| -------- | ---------------------------------- | ---------------------- |
| 3        | ジュゼッペ・バッティストン         | 2000年、2009年、2011年 |
| 3        | レオ・グロッタ                     | 1987年、1997年、2000年 |
| 2        | ピエルフランチェスコ・ファヴィーノ | 2006年、2012年         |
| 2        | ヴァレリオ・マスタンドレア         | 2013年、2017年         |
| 2        | ファブリツィオ・ベンティヴォリオ   | 1999年、2021年         |